# Kanalski Lom
Kanalski Lom – wieś w Słowenii, w gminie Tolmin. W 2018 roku liczyła 84 mieszkańców.